# Erik-Jan van den Boogaard
Erik-Jan van den Boogaard (* 19. srpna 1964, Nizozemsko) je bývalý nizozemský fotbalový záložník a mládežnický reprezentant.
Mimo Nizozemsko působil na klubové úrovni ve Francii a Švýcarsku.

## Klubová kariéra
V Nizozemsku hrál za PSV Eindhoven a MVV Maastricht, poté odešel do Francie, kde působil v klubech Stade Rennes a FC Rouen. V závěru kariéry (1991–1992) působil ve švýcarském mužstvu Lausanne Sports.

## Reprezentační kariéra
Zúčastnil se Mistrovství světa hráčů do 20 let 1983 v Mexiku, kde byli mladí Nizozemci vyřazeni ve čtvrtfinále svými vrstevníky z Argentiny (prohra 1:2).